# ريكو فورويودو
ريكو فورويودو (باليابانية: 古宿 理久) (مواليد 18 أبريل 2001) هو لاعب كرة قدم ياباني.

## وصلات خارجية
- ريكو فورويودو على موقع رابطة كرة القدم اليابانية للمحترفين (اليابانية)
- ريكو فورويودو على موقع قاعدة بيانات كرة القدم.إي يو (الإنجليزية)
- ريكو فورويودو على موقع Soccerway.com (الإنجليزية)
- ريكو فورويودو على موقع عالم كرة القدم.نت (الإنجليزية)